# Amy Hetzel
Amy Hetzel (Rockhampton, 27 de abril de 1983) é uma jogadora de polo aquático australiana, medalhista olímpica.

## Carreira
Amy Hetzel fez parte dos elencos medalha de bronze de Pequim 2008.